# Цимгуда
Цимгуда — село в Тляратинском районе Дагестана. Входит в сельское поселение сельсовет Колобский.

## География
Расположено в 21 км к юго-востоку от районного центра — села Тлярата, на реке Педжиасаб.

## Население
| 1869 | 1888 | 1895 | 1926 | 1939 | 1970 | 1989 |
| ---- | ---- | ---- | ---- | ---- | ---- | ---- |
| 33   | ↗88  | ↗94  | ↘44  | ↗364 | ↘145 | ↘103 |
| 2002 | 2010 | 2021 |      |      |      |      |
| ↘61  | ↗147 | ↗149 |      |      |      |      |